# Provedor de Justiça (Portugal)
O cargo de Provedor de Justiça foi criado em Portugal em 1975. Trata-se de uma função do mesmo tipo dos ombudsman e defensores do povo.
O Provedor de Justiça tem assento, por inerência, no Conselho de Estado.
O cargo encontra-se atualmente vago, após a renúncia de Maria Lúcia Amaral, que tomou posse como Ministra da Administração Interna em 5 de junho de 2025. Nos termos legais, o novo Provedor de Justiça deve ser designado nos trinta dias subsequentes à data da renúncia.
Desde 2023, a Provedoria de Justiça tem sede no Palácio de Vilalva, em Lisboa.

## História
Em 1971, José Magalhães Godinho, que viria a ser Provedor de Justiça cinco anos mais tarde, Vasco da Gama Fernandes e Mário Raposo defenderam a ideia da criação de um conselho nacional de defesa dos direitos inspirado no princípio do ombudsman, à semelhança do que sucedia no Norte da Europa, que prevenisse e promovesse a defesa constante e vígil dos direitos dos cidadãos contra as incorreções e excessos dos poderes públicos.
Foi, contudo, após o 25 de Abril que se caminhou verdadeiramente para a instituição de tal entidade, caminho que se iniciou com o relatório geral sobre os trabalhos produzidos pelas várias comissões de reforma judiciária estabelecidas pelo decreto-lei n.º 261/74, de 18 de junho. No relatório referido propunha-se que, na ordem jurídica portuguesa, fosse criado o Provedor de Justiça, o qual deveria ser designado pelo poder legislativo, sob proposta do Ministro da Justiça, inteiramente independente do poder executivo, tendo como função a proteção dos cidadãos contra eventuais abusos dos poderes públicos. Para fazer valer a sua função, o Provedor de Justiça teria os poderes — não decisórios — de averiguação, de crítica e de publicitação da atuação administrativa, sem, não obstante, a poder modificar, o que justificaria, por conseguinte, a manutenção de mecanismos de controlo jurisdicional dos atos administrativos.
Salgado Zenha, então ministro da Justiça, foi o impulsionador do cargo de ombudsman em Portugal, através do seu Plano de Ação, o qual foi aprovado em Conselho de Ministros de 20 de setembro de 1974. Fruto de um estudo ad hoc realizado pela Procuradoria-Geral da República, foi elaborado um anteprojeto de diploma legal, anterior ao decreto-lei n.º 212/75, de 21 de abril, que criou o cargo de Provedor de Justiça que visasse "fundamentalmente assegurar a justiça e a legalidade da Administração Pública através de meios informais, investigando as queixas dos cidadãos contra a mesma Administração e procurando para elas as soluções adequadas" (n.º 1 do artigo 1.º).
Os trabalhos preparatórios da Constituição de 1976 não ignoraram a recente instituição do Provedor de Justiça, tendo-a previsto nos projetos de Constituição apresentados por três dos partidos representados na Assembleia Constituinte: o Centro Democrático Social, o Partido Socialista e o Partido Popular Democrático. Após a sua discussão e aprovação a 2 de abril de 1976, a Constituição da República Portuguesa consagrava, no seu artigo 24.º o órgão do Estado Provedor de Justiça.
A 15 de novembro de 2023 a sua sede foi transferida da Rua do Pau de Bandeira, no bairro da Lapa, para as suas atuais instalações no Palácio de Vilalva.

## Eleição
O Provedor de Justiça é, de acordo com artigo 23.º da Constituição e com a Lei n.º 9/91, de 9 de abril, eleito pela Assembleia da República, por maioria qualificada de dois terços dos votos dos deputados, para um mandato de quatro anos, com possibilidade de ser reeleito uma vez consecutiva.

## Funções e atribuições
De acordo com a Constituição e com a Lei n.º 9/91, de 9 de abril, o Provedor de Justiça tem como funções, de entre outras:
- Defender e promover os direitos, liberdades, garantias e interesses dos cidadãos, assegurando, através de meios informais, a justiça e a legalidade do exercício dos poderes públicos e judiciais[8];
- Receber as queixas de todas as pessoas, singulares ou coletivas, que se sintam prejudicadas por atos injustos ou ilegais da administração pública ou que vejam os seus direitos fundamentais violados[8];
- Dirigir recomendações aos órgãos competentes com vista à correção de atos ilegais ou injustos dos poderes públicos ou à melhoria da organização e procedimentos administrativos dos respetivos serviços[9];
- Assinalar as deficiências de legislação que verificar, emitindo recomendações para a sua interpretação, alteração ou revogação, ou sugestões para a elaboração de nova legislação, as quais serão enviadas ao Presidente da Assembleia da República, ao Primeiro-Ministro e aos ministros diretamente interessados e, igualmente, se for caso disso, aos presidentes das Assembleias Legislativas das regiões autónomas e aos presidentes dos governos regionais[9];
- Emitir parecer, a solicitação da Assembleia da República, sobre quaisquer matérias relacionadas com a sua atividade[9];
- Promover a divulgação do conteúdo e da significação de cada um dos direitos e liberdades fundamentais, bem como da finalidade da instituição do Provedor de Justiça, dos meios de ação de que dispõe e de como a ele se pode fazer apelo[9];
- Intervir, nos termos da lei aplicável, na tutela dos interesses coletivos ou difusos, quando estiverem em causa entidades públicas, empresas e serviços de interesse geral, qualquer que seja a sua natureza jurídica[9];
- Integrar o Conselho de Estado[9];
- Requerer ao Tribunal Constitucional a declaração de inconstitucionalidade ou de ilegalidade de normas, nos termos do artigo 281.º, n.os 1 e 2, alínea d), da Constituição[9];
- Compete ao Provedor de Justiça requerer ao Tribunal Constitucional a apreciação e verificação de inconstitucionalidade por omissão, nos termos do n.º 1 do artigo 283.º[9].

## Fim do mandato
O mandato do Provedor de Justiça acaba com a posse do seu sucessor, morte ou impossibilidade física permanente, perda dos requisitos de elegibilidade para a Assembleia da República, incompatibilidade superveniente; ou com a sua própria renúncia. No caso de renúncia ao cargo ou vagatura, procede-se a nova eleição no prazo de trinta dias.

## Titulares
Esta é uma lista de provedores de Justiça de Portugal desde 1975:
| Provedor de Justiça                              | Mandato     |
| ------------------------------------------------ | ----------- |
| Manuel da Costa Braz                             | 1975 — 1976 |
| José Maria Barbosa de Magalhães Godinho          | 1976 — 1981 |
| Eudoro Martins Pamplona Moniz de Sá Corte Real   | 1981 — 1985 |
| Ângelo Vidal de Almeida Ribeiro                  | 1985 — 1990 |
| Mário Ferreira Bastos Raposo                     | 1990 — 1991 |
| José Manuel Menéres Sampaio Pimentel             | 1992 — 2000 |
| Henrique Alberto Freitas do Nascimento Rodrigues | 2000 — 2009 |
| Alfredo José de Sousa                            | 2009 — 2013 |
| José Francisco de Faria Costa                    | 2013 — 2017 |
| Maria Lúcia da Conceição Abrantes Amaral         | 2017 — 2025 |